# 레이 (래퍼)
레이(2003년 5월 22일 ~ )는 대한민국의 래퍼다.

## 방송
- 쇼미더머니 9 (2020) - Top40
- 고등래퍼 4 (2021) - Top24
- 쇼미더머니 10 (2021) - 영상 심사 탈락
- 쇼미더머니 11 (2022) - 1차 예선 탈락

## 음반
- Tay n Rei (2021)
- BABY STONER (2022)
- For a reason (2023)
- AirPods Pro (2023)

## 공연
- Ketchum Season® Vol.2［BABY STONER］Showcase (2022)